# Bahnhof Berlin-Mahlsdorf
Der Bahnhof Berlin-Mahlsdorf ist ein S-Bahnhof und Regionalbahnhof an der Ostbahnstrecke Berlin – Küstrin-Kietz Grenze. Er liegt im Ortsteil Mahlsdorf des Bezirks Marzahn-Hellersdorf. Die denkmalgeschützte Anlage befindet sich an der Überführung über die Hönower Straße.

## Geschichte

Vorortbahnhof Mahlsdorf, 1910 (Blickrichtung Norden)

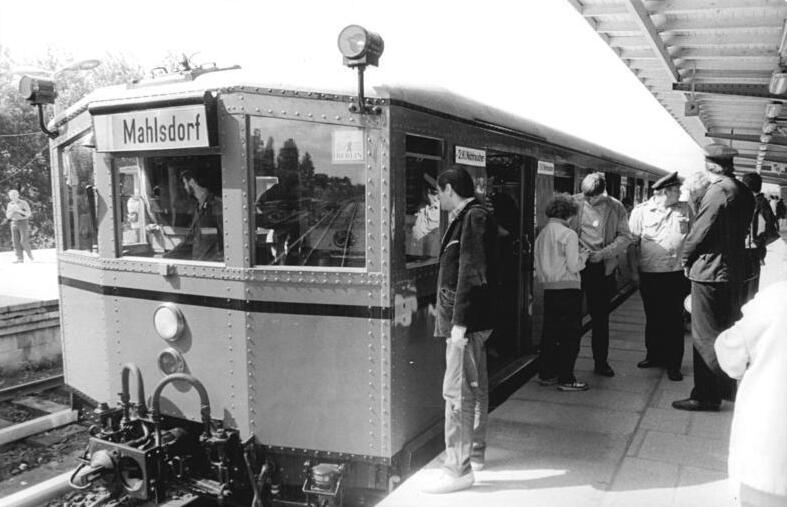
Sonderfahrt eines ET 165, 1987

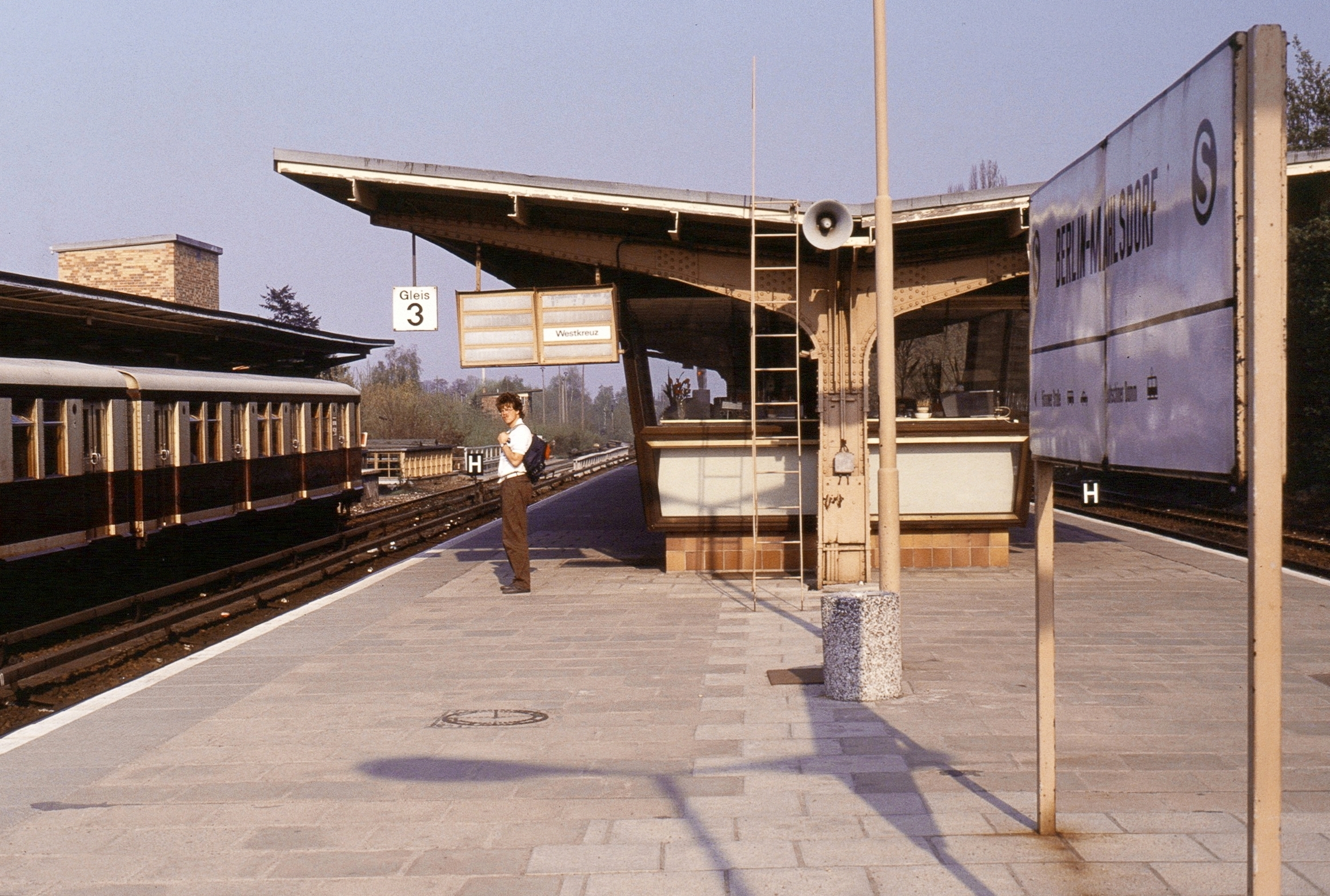
Bahnsteig B (Richtung Strausberg), 1991

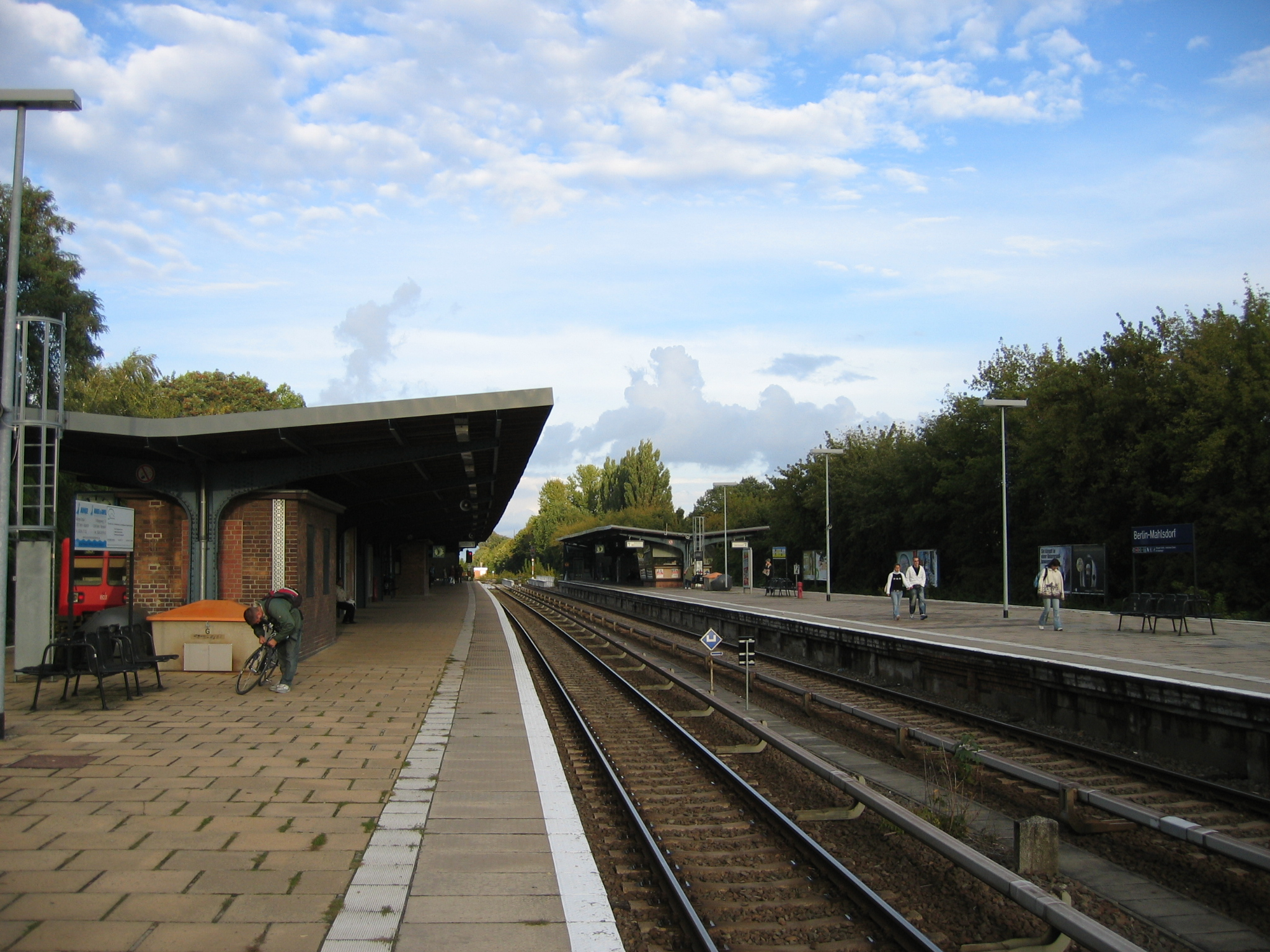
Links Bahnsteig A (Richtung Innenstadt), rechts Bahnsteig B (Richtung Strausberg), 2007

Die Station wurde am 1. September 1895 als Haltestelle Malsdorf an der Kreuzung der Hönower Straße mit der Ostbahn errichtet. Die Station war mit zwei Seitenbahnsteigen und einem einfachen Dienstgebäude ausgestattet.
Bei der „Großen Elektrisierung“ der Strecken der Berliner Stadt-, Ring- und Vorortbahnen war nach den Plänen der Deutschen Reichsbahn nur eine Ausweitung des elektrischen Betriebes bis zum benachbarten Bahnhof Kaulsdorf vorgesehen. Eine Verlängerung nach Mahlsdorf war wegen der angespannten Finanzlage der Reichsbahn nicht vorgesehen. Das Bezirksamt Lichtenberg bat die Reichsbahndirektion Berlin daraufhin erneut mit der Prüfung des Vorhabens und verwies auf die seit 1920 um 50 Prozent angestiegene Bevölkerung im Ortsteil Mahlsdorf und die Zunahme des Personenverkehrs auf den Bahnhöfen Kaulsdorf und Mahlsdorf. Der Kreis Niederbarnim wünschte ebenfalls eine Verlängerung der elektrischen Stadtgleise, sah aber als Endpunkt den Bahnhof Hoppegarten vor mit Verweis auf die dort ansässige Galopprennbahn. Langfristig sollte der Bahnhof Strausberg erreicht werden. Eine Wirtschaftlichkeitsprüfung der Reichsbahn ergab, dass das Vorhaben 2,237 Millionen Reichsmark kosten würde. Die Kosten würden bei Verzicht auf die geplante Überführung der Hönower Straße auf 1,669 Millionen Reichsmark sinken. Eine Verzinsung des Kapitals und damit die Wirtschaftlichkeit des Vorhabens waren nicht zu erwarten.
Die Stadt Berlin bot der Deutschen Reichsbahn an, das Vorhaben zu kreditieren. Beide Seiten einigten sich auf die Ausführung des Entwurfs mit der Überführung der Hönower Straße. Der Brückenneubau sollte eine lichte Weite von 34 Metern aufweisen. Das von der Stadt gewährte Darlehen umfasste die Kosten für die Elektrifizierung der Strecke Kaulsdorf – Mahlsdorf und der damit erforderlichen Bahnanlagen inklusive des Neubaus eines Empfangsgebäudes für den Bahnhof Mahlsdorf sowie die Hälfte der Kosten, die für eine Überführung mit 11,40 Meter lichter Weite erforderlich wären. Die übrigen Kosten für die Überführung sollte die Stadt Berlin tragen. Das Darlehen war vom ersten Betriebsjahr an mit jährlich fünf Prozent, ab dem sechsten Betriebsjahr mit jährlich sechs Prozent zu verzinsen. Die Rückzahlung sollte vom Ende des fünften Betriebsjahres an in fünf Jahresraten zu 370.000 Reichsmark und einer Schlussrate von 365.000 Reichsmark erfolgen. Der Vertragsabschluss war am 26. Februar 1929.
Ab Mai 1929 begann die Deutsche Reichsbahn mit dem Neubau des Empfangsgebäudes sowie der zum Bahnhof Kaulsdorf zugehörigen Stellwerke Kd und Kdo. Das alte Stellwerk Kdo, das sich im Bereich des späteren Fern- und Vorortbahnsteiges befand, entstand südlich des Fern- und Vorortgleispaares neu. In fünf darauf folgenden Bauabschnitten wurden dann nacheinander das Fern- und Vorortgleispaar neu verlegt, die Stadtgleise an den Bahnhof herangeführt und der Bahnhof Kaulsdorf anschließend umgebaut. Geplant war, den elektrischen Betrieb am 5. Oktober 1930 aufzunehmen, die verspätete Fertigstellung der Überführung verzögerte allerdings die Anlage der Stadtgleise, sodass die Reichsbahn die elektrifizierten Stadtgleise am 15. Dezember 1930 in Betrieb nehmen konnte. Die Restarbeiten im Bahnhof Kaulsdorf zogen sich noch bis zum Sommer 1931 hin. Die Stadt Berlin verzichtete ab 1933 auf eine Rückzahlung des Darlehens, nachdem sie mit der Reichsbahn eine Übereinkunft über die Rückführung der in Fremdbesitz gehaltenen Anteile der BEHALA in städtisches Eigentum getroffen hatte.
Im September 1941 kam es zu einem S-Bahn-Unglück, als ein in den Bahnhof einfahrender Zug den Prellbock überfuhr und auf die dahinter gelegene Hönower Straße hinabstürzte. Glücklicherweise entstand nur Sachschaden.
Die Pläne zur Welthauptstadt Germania sahen neben einer Verlängerung der S-Bahn nach Strausberg und Rüdersdorf auch den Ausbau des Bahnhofs Mahlsdorf für den S-Bahn-Verkehr vor. Der dampfbetriebene Vorortverkehr sollte entfallen und die S-Bahn an beiden Bahnsteigen halten. Die beiden äußeren Bahnsteigkanten sollten einer Fern-S-Bahn dienen, die in Richtung Berlin ab Mahlsdorf ohne Halt verkehren sollte. Die Verlängerung der S-Bahn-Gleise bis Hoppegarten sollte nach ersten Plänen 1939 erfolgen, die Verlängerung nach Strausberg und Rüdersdorf sollte 1942 folgen. Infolge der strategischen Bedeutung der Ostbahn wurde der viergleisige Ausbau der Strecke auch nach 1943 nicht eingestellt. Dabei wurde der Bahndamm in Mahlsdorf nach Süden verbreitert und ein zwei weitere Brückenüberbauten errichtet, um den Fern- und Güterverkehr am Vorortbahnsteig vorbeiführen zu können. Der südliche Ausgang musste hierfür abgebrochen werden. Ab dem 1. August 1944 verkehrten von Mahlsdorf aus dampfbetriebene Vorortzüge auf dem separaten Gleispaar nach Strausberg. Die Elektrifizierung der Vorortstrecke ließ bis 1947 auf sich warten. Der Fernbahnsteig wurde seitdem von den S-Bahnen genutzt, wogegen die Fernbahn über ein neues Gleis am Bahnhof vorbeigeführt wurde. Der alte Bahnsteig wurde weiter für die Verstärker genutzt.
Seit Frühjahr 2016 erfolgt die Zugabfertigung durch den Triebfahrzeugführer mittels Führerraum-Monitor (ZAT-FM).

## Aufbau

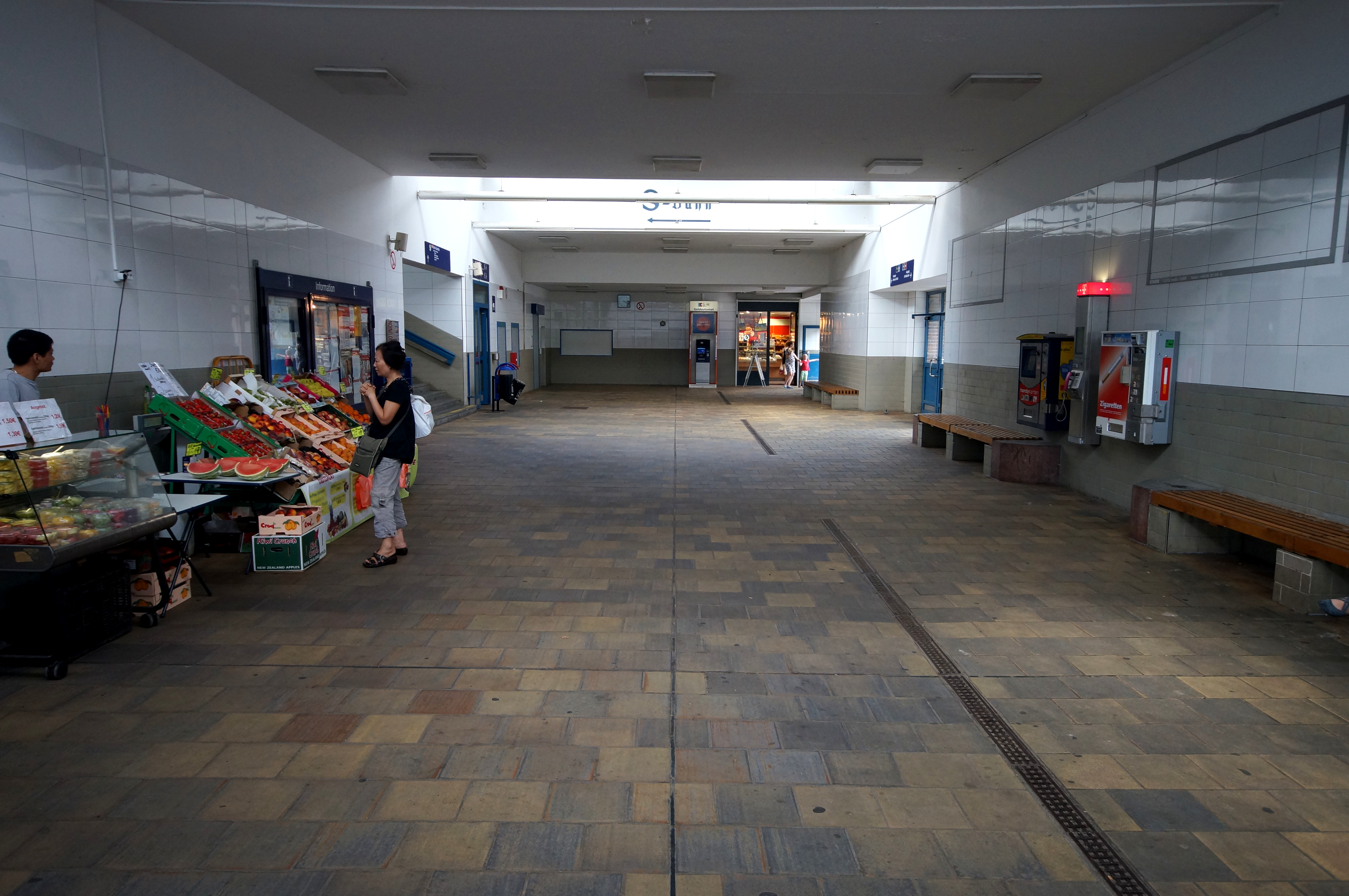
Bahnhofshalle, 2013

Der Bahnhof im Ausbauzustand von 1930 umfasste zwei teilüberdachte Mittelbahnsteige für den S-Bahn- sowie für den Fern- und Vorortverkehr. Die Stadtgleise endeten stumpf vor der Hönower Straße, westlich an den Bahnsteig schloss sich eine zweigleisige Kehranlage an. Das neue Empfangsgebäude entstand auf der Nordseite an der Hönower Straße. Für den Entwurf zeichnete der Architekt Richard Brademann verantwortlich. Brademann begann noch vor Abschluss des Vertrags zwischen dem Magistrat und der RBD Berlin im Januar 1928 mit ersten Skizzen für das Gebäude. Der Rohbau war im Oktober 1929 fertig. Der Bau ist mit Klinkern verblendet, eine Gliederung ansonsten flächig behandelten Außenhaut kommt durch Wandöffnungen und waagerecht sowie senkrecht gehaltene Fensterbänder zustande. Brademann setzte zudem die Fallrohre als gliederndes Gestaltungsmerkmal ein.
Dem Gebäude ist an der Straßenseite eine zweite niedrige Wandfläche vorgesetzt, die sich in den Widerlagern der Brücke fortsetzt. Der Haupteingang wird durch ein spitz zulaufendes Vordach, an dessen Spitze eine Bahnhofsuhr senkrecht auskragt, betont. Beiderseits des Eingangs schließen sich drei großformatige Fensteröffnungen mit feinteiliger Sprossengliederung an. Die rechte Fensteröffnung reicht über Eck an das Empfangsgebäude ran, dahinter befindet sich ein „Erfrischungsraum“. Die beiden Fensteröffnungen links des Haupteingangs dienen der Beleuchtung der Schalterhalle. Südlich der Schalterhalle befand sich ein zweiter, schlicht gehaltener Ausgang zur Treskowstraße, der beim Ausbau des Bahnhofs 1943/44 geschlossen wurde.
Die Zugänge zur Schalterhalle weisen keinen Windfang auf. In der Halle waren neben den Fahrkartenschaltern und Passimeterhäuschen eine Gepäckannahme, öffentliche Toiletten, Zeitungsstände, Fahrkarten- und Fernsprechautomaten eingerichtet. Der Zugang zu den beiden Bahnsteigen erfolgt über zwei breite Treppenaufgänge. Die Hallenwände waren hell verputzt und im unteren Bereich mit braungelben Keramikfliesen verkleidet. Stellenweise waren Bild- und Werbetafel angebracht. Die Decke wird von zwei Oberlichtern durchbrochen.
Das Empfangsgebäude wurde in den Jahren 1986/87 grundsaniert. Dabei ist das architektonische Erscheinungsbild teilweise stark verändert worden. Der Vorbau des Empfangsgebäudes mit der Bahnhofsuhr wurde bei den Arbeiten entfernt. Ebenso wurde die Fensterfront des Erfrischungsraumes durch einen dreiteiligen Aluminiumrahmen ersetzt. Anstelle der markanten Ecke wurde ein abgeschrägtes Fenster eingebaut. Die Fensterfronten links des Haupteinganges wurden durch Seiteneingänge ersetzt.

## Regionalbahnhof

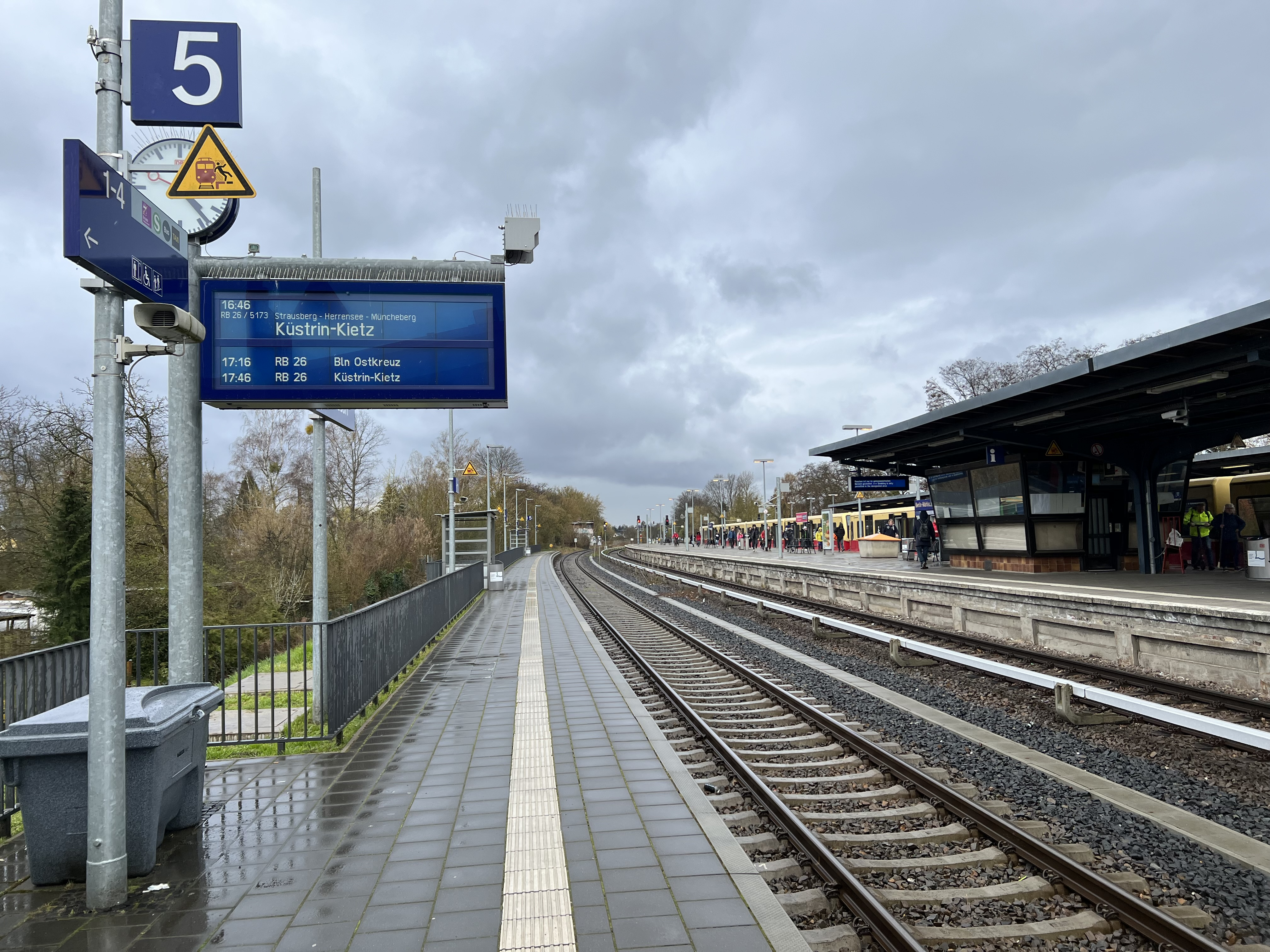
Neu errichteter Bahnsteig für den Regionalbahnverkehr, 2023

Seit dem 10. Dezember 2017 halten in Mahlsdorf Züge der Regionalbahnlinie RB 26 zwischen Berlin-Lichtenberg und Kostrzyn. Der symbolische erste Spatenstich für den Bau des Regionalbahnsteigs erfolgte am 29. Mai 2017. Die Umsetzung des Vorhabens war ursprünglich bereits bis 2013 vorgesehen.
Der Außenbahnsteig hat eine Länge von 140 Metern bei einer Bahnsteighöhe von 55 cm. Für den Zugang war zunächst eine provisorische Treppe errichtet worden, der Endzustand mit Treppenanlage und Aufzug an der Hönower Straße entstand bis 2019. Das Bahnsteigpodest wird von einem ca. 11,5 m × 7,5 m großen Dach überspannt. Darüber hinaus sind zwei Wetterschutzhäuser im weiteren Verlauf des Bahnsteigs angeordnet. Rund 3,5 Millionen Euro wurden in das Vorhaben investiert. Darüber hinaus entstanden weitere Fahrradabstellplätze sowie im Bahnhofsgebäude eine öffentliche Toilette. Ein Aufzug zwischen Straßenebene und Regionalbahnsteig wurde am 7. Juni 2019 eröffnet.
Zusätzlich zu den 2017 rund 13.300 täglichen S-Bahn-Fahrgästen wurden durch den Regionalbahnhalt weitere 1400 Fahrgäste pro Tag erwartet. Im Januar 2018 nutzten im Durchschnitt montags bis freitags 180 und am Wochenende 110 Fahrgäste pro Tag den Regionalbahnhalt.

## Zukunft
Darüber hinaus soll die Straßenbahn bis unmittelbar an den Bahnhofseingang herangeführt und auf einen 10-Minuten-Takt verdichtet werden, wenn der Ortskern durch den ebenfalls geplanten Bau einer neuen Straßenverbindung vom Durchgangsverkehr entlastet wird. Derzeit ruhen die Planungen aufgrund unterschiedlicher Vorstellungen seitens Senat und Bezirksamt zur Verkehrslösung Mahlsdorf, ein Beginn der Baumaßnahmen ist daher nicht absehbar.

## Anbindung
Der Bahnhof Mahlsdorf wird von der S-Bahn-Linie S5 zwischen Westkreuz und Strausberg Nord bedient. Hier halten auch Regionalzüge der Linie RB 26 Berlin-Lichtenberg–Kostrzyn.
Unmittelbar am Bahnhof bestehen Umsteigemöglichkeiten zu den Omnibuslinien 195, 197, 395 und 398 der Berliner Verkehrsbetriebe. Die Linie 62 der Berliner Straßenbahn verkehrt in Bahnhofsnähe in der Treskowstraße.
Die Straßenbahnverbindung in Richtung Köpenick besteht seit dem 10. Mai 1907. Die Städtische Straßenbahn Cöpenick bediente den neuen Abschnitt zunächst mit einem Pendelwagen, seit 1908 fahren die Linie 1 und ihre Nachfolgelinien von hier bis nach Wendenschloß.
| Linie                    | Verlauf |
| ------------------------ | --- |
|                          | Westkreuz – Charlottenburg – Savignyplatz – Zoologischer Garten – Tiergarten – Bellevue – Hauptbahnhof – Friedrichstraße – Hackescher Markt – Alexanderplatz – Jannowitzbrücke – Ostbahnhof – Warschauer Straße – Ostkreuz – Nöldnerplatz – Lichtenberg – Friedrichsfelde Ost – Biesdorf – Wuhletal – Kaulsdorf – Mahlsdorf – Birkenstein – Hoppegarten – Neuenhagen – Fredersdorf – Petershagen Nord – Strausberg – Hegermühle – Strausberg Stadt – Strausberg Nord |
| RB 26                    | (Berlin Ostkreuz –) Berlin-Lichtenberg – Berlin-Mahlsdorf – Strausberg – Herrensee – Rehfelde – Müncheberg – Seelow-Gusow – Werbig – Küstrin-Kietz – Kostrzyn |
| Stand: 12. Dezember 2021 | |